# Gaztelu (Àlaba)
Gaztelu/Castillo és un poble i concejo pertanyent al municipi de Vitòria. Tenia 59 habitants el 2007. Forma part de la Zona Rural Sud-oest de Vitòria. Es troba a 5,5 km al sud de Vitòria, en els últims contraforts de les Muntanyes de Vitòria. Limita al nord amb Gardelegi, al sud amb Treviño, a l'est amb Gamiz i Monasterioguren i a l'oest amb Eskibel i Berroztegieta.
El seu nom fa esment d'algun castell que va haver-hi antigament, però del que ja no queda més rastre que el nom del poble. El primer esment escrit sobre Gaztelu data de 1025 quan és esmentada com Gaztellu al Cartulari de San Millán de la Cogolla. Pertanyia a la merindad de Malilhaeza. És un dels llogarets vells de Vitòria que van ser cedits a aquesta vila al segle xiii.
La seva església parroquial (San Martín) data del segle xvi.